# Nebel (Amrum)
Nebel település Németországban, Schleswig-Holstein tartományban, Amrum szigeten. Lakosainak száma 978 fő (2023. december 31.).

## A község részei
- Nebel
- Steenodde
- Süddorf
- Großdün
- Westerheide

## Népesség
A település népességének változása:
| Lakosok száma | 939  | 932  | 935  | 930  | 930  | 976  | 984  | 978  |
|               | 1975 | 2014 | 2017 | 2018 | 2019 | 2021 | 2022 | 2023 |